# Discografia di Jacques Brel

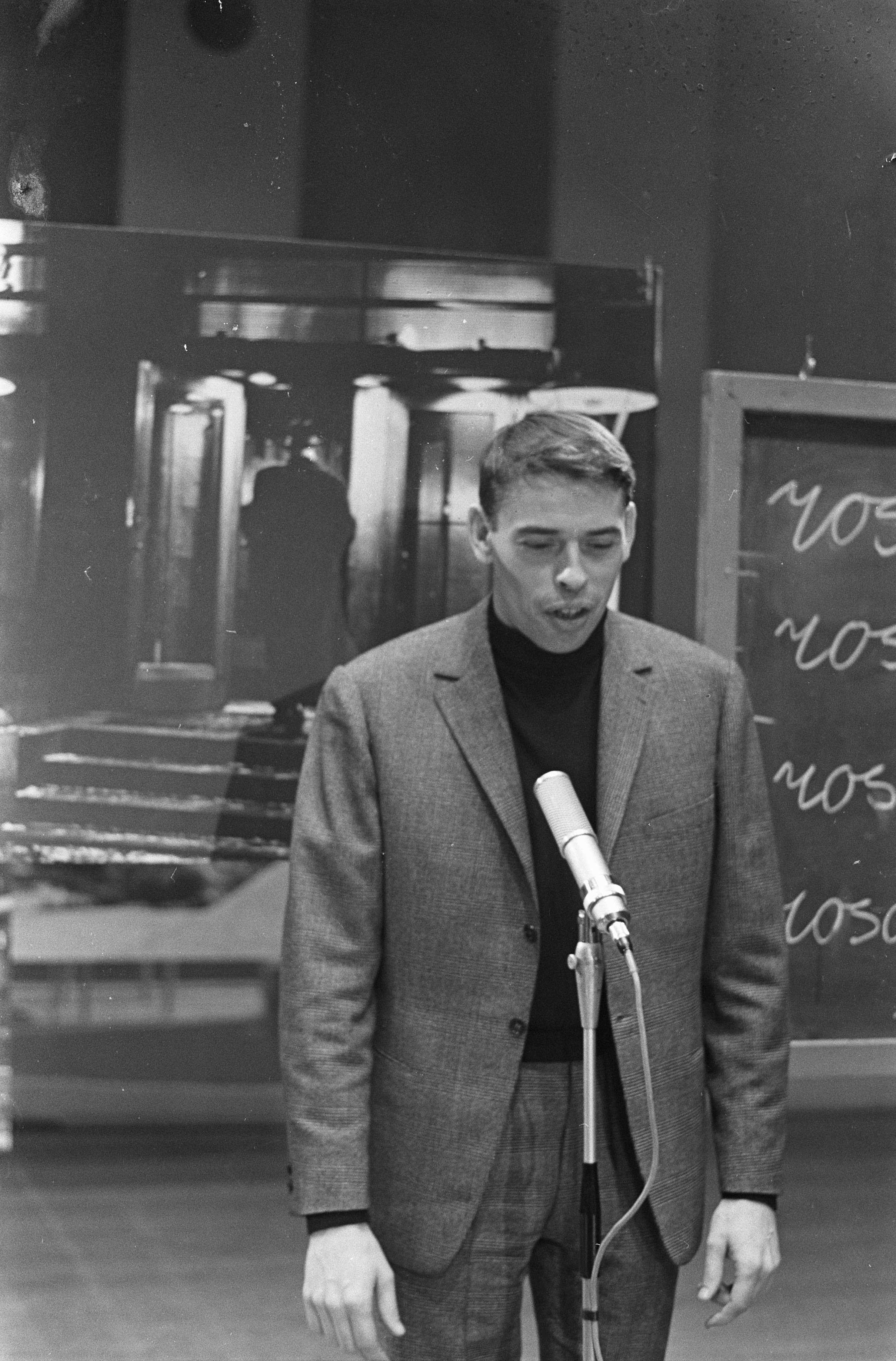

Questa pagina contiene la discografia del cantautore belga Jacques Brel (1929-1978) :

## Vinili

### 1953
La foire / Il y a 
 Prima registrazione in studio: un 78 giri del 17 febbraio 1953.

### 1954
Jacques Brel et ses chansons - Album Philips N°1
1. La haine
2. Grand Jacques
3. Il pleut (les carreaux)
4. Le diable (ça va)
5. Il peut pleuvoir
6. Il nous faut regarder
7. Le fou du roi
8. C'est comme ça
9. Sur la place

Primo album, registrato il 15 febbraio 1954, sotto la direzione d'orchestra di André Grassi.

### 1955
S'il te faut / Les pieds dans le ruisseau 
78 giri registrato tra ll'11 e il 17 marzo 1955, sotto la direzione d'orchestra di Michel Legrand.

### 1956
La bastille et d'autres
 Prière païenne et d'autres

### 1957
PHILIPS N°2 (titre du CD: 'Quand on n'a que l'amour')
Quand on n'a que l'amour / Qu'avons nous fait bonnes gens ? / Les pieds dans le ruisseau / Pardons / La bourrée du célibataire / L'air de la bêtise / Saint Pierre / J'en appelle / Heureux / Les blés
- Quand on n'a que l'amour è il primo grande successo di Brel, e nel 1957 vince il prestigioso Grand Prix du Disque.
- La bourrée du célibataire

 Sur la place - Simone Langlois & Jacques Brel
Duetto con Simone Langlois, per un 45 giri uscito il 24 dicembre 1957.

### 1958
PHILIPS N°3 (titre du CD : 'Au printemps')
Demain l'on se marie (la chanson des fiancés) / Au printemps / Je ne sais pas / Le colonel / Dors ma mie / La lumière jaillira / Dites, si c'était vrai (poème) / L'homme dans la cité / Litanies pour un retour / Voici
Registrato tra il 12 e il 14 marzo, e il primo aprile 1958.
- Demain l'on se marie è eseguita in duetto con Janine de Waleyne.

 Voir / L'Aventure et autres
Un soir à Bethléem avec Jacques Brel
Je prendrai / La nativité selon Saint-Luc

### 1959
PHILIPS N°4 (titre du CD : La Valse à mille temps)
La Valse à mille temps / Seul / La Dame patronesse / Je t'aime / Ne me quitte pas / Les Flamandes / Isabelle / La Mort / La Tendresse / La Colombe
Registrazioni effettuate nei giorni 11, 14, 15 e 17 settembre 1959.
- Isabelle est dédié à sa fille.
- Ne me quitte pas
- Les Flamandes

### 1961
PHILIPS N°5 (titre du CD : Marieke)
Marieke / Le moribond / Vivre debout / On n'oublie rien / Clara / Le prochain amour / L'ivrogne / Le prénoms de Paris / Les singes
Registrato il 22 febbraio, 30 marzo, e 4 aprile 1961. 
- Marieke
- Le Moribond.

 De apen / Men vergeet niets 
45 contenente le versioni in lingua olandese di Les singes e On n'oublie rien.
 Marieke / Laat me niet alleen 
Versioni in lingua olandese di Marieke e Ne me quitte pa,

### 1962
Olympia 1961
Les prénoms de Paris/Les bourgeois/Les paumés du petit matin/Les Flamandes/La statue/Zangra/Marieke/Les biches/Madeleine/Les singes/L'ivrogne/La valse à mille temps/Ne me quitte pas/Le moribond/Quand on n'a que l'amour
Ultimo album di Brel per la Philips.
BARCLAY N°1 (titre du CD équivalent : 'Les Bourgeois')
Les bourgeois / Les paumés du petit matin / Le plat pays / Zangra / Une île / Madeleine / Bruxelles / Chanson sans paroles / Les biches / Le caporal Casse-Pompon / La statue / Rosa
Primo album di Brel per la Barclay
- Le Caporal Casse-Pompon

 De burgerij / Rosa / De nuttelozen van de nacht / Mijn vlakke land 
Traduzioni in olandese di Les bourgeois, Rosa, Les paumés du petit matin e Le plat pays.

### 1963
Les Bigotes / Quand maman reviendra / Les filles et les chiens / La Parlotte  
45 giri
Les Toros / Les Vieux / La Fanette / Les Fenêtres 
45 giri

La Fanette / J'aimais
45 giri
Jacques Brel chante la Belgique
45 giri

Pourquoi faut-il que les hommes s'ennuient ? 
Contiene le registrazioni per il film Un roi sans divertissement.

### 1964
Mathilde / Le Tango funèbre / Les Bergers / Titine / Jef / Les Bonbons / Le dernier repas / Au suivant 
45 giri
Olympia 1964
Amsterdam / Les vieux / Tango funèbre / Le plat pays / Les timides / Les jardins du casino / Le dernier repas / Les toros
Album live registrato all'Olympia tra il 16 e il 17 ottobre del '64.

### 1965
Ces gens-là / Jacky / L'Âge idiot / Fernand / Grand-mère / Les Désesperés 
45 giri, registrato il 2, 3, e 6 novembre 1965. 

### 1966
Nos amis les mineurs 
BARCLAY N°2 (titolo riedizione in CD : Les Bonbons)
Les Bonbons / Les Vieux / La Parlote / Le Dernier Repas / Titine / Au suivant / Les Toros / La Fanette / J'aimais / Les Filles et les Chiens / Les Bigotes / Les Fenêtres
Questo album raccoglie brani precedentemente pubblicati su 45 giri.
BARCLAY N°3 (titolo riedizione in CD : Ces gens-là)
Ces gens-là / Jef / Jacky / Les Bergers / Le Tango funèbre / Fernand / Mathilde / L'Âge idiot / Grand-mère / Les Désespérés
Questo album raccoglie brani precedentemente pubblicati su 45 giri.

### 1967
BARCLAY N°4, également intitulé Jacques Brel 67 (c'est aussi le titre du CD)
Mon enfance / Le Cheval / Mon père disait / La, la, la / Les Cœurs tendres / Fils de… / Les Bonbons 67 / La Chanson des vieux amants / À jeun / Le Gaz
- Les Bonbons 67 è il seguito del brano del 1964 : Les Bonbons.

BARCLAY N°5 (compilation).

### 1968
BARCLAY N°6 (Titre de la réédition en CD : J'arrive)
J'arrive / Vesoul / L'Ostendaise / Je suis un soir d'été / Regarde bien, petit / Comment tuer l'amant de sa femme quand on a été élevé comme moi dans la tradition / L'Éclusier / Un enfant / La Bière
Per anni, questo sarà considerato l'ultimo disco di inediti di Brel, prima dell'uscita dell'ultimo album del 1977.
L'Homme de la Mancha
33 giri dell'omonima commedia musicale.

### 1969
L'Histoire de Babar / Pierre et le loup

### 1972
Jacques Brel (versione CD : Ne me quitte pas)
Ne me quitte pas / Marieke / On n'oublie rien / Les Flamandes / Les Prénoms de Paris / Quand on n'a que l'amour / Les Biches / Le Prochain Amour / Le Moribond / La Valse à mille temps / Je ne sais pas

### 1973
L'Enfance / J'arrive 
45 giri

### 1977
BREL (versione CD : Les Marquises)
Jaurès / La ville s'endormait / Vieillir / Le Bon Dieu / Les F… / Orly / Les Remparts de Varsovie / Voir un ami pleurer / Knokke-le-Zoute tango / Jojo / Le Lion / Les Marquises
Ultimo album di Brel. 
- Jaurès
- La ville s'endormait
- Les F…
- Orly
- Voir un ami pleurer
- Jojo
- Le Lion

## CD

### 1988
Intégrale Jacques Brel - Grand Jacques
Cofanetto in 10 CD.
1. Grand Jacques
2. La valse à mille temps
3. Les Flamandes
4. Le plat pays
5. Jef
6. J'arrive
7. Les marquises
8. En public Olympia 1961
9. En public Olympia 1964
10. Ne me quitte pas

### 2003
Grand Jacques
25ème Anniversaire L'Intégrale
Cofanetto in 16 CD, contenente la discografia integrale dell'artista.
1. Chansons ou versions inédites de jeunesse
2. Grand Jacques
3. Quand on n'a que l'amour
4. Au printemps
5. La valse à mille temps
6. Marieke
7. Enregistrement public à l'Olympia 1961
8. Les bourgeois
9. Les bonbons
10. Enregistrement public à l'Olympia 1964
11. Ces gens-là
12. Jacques Brel '67
13. J'arrive
14. L'homme de la mancha
15. Ne me quitte pas
16. Les marquises

### 2010
Intégrale des albums originaux
Cofanetto in 13 CD, con brani rimasterizzati in alta definizione.

## DVD

### 2003
Comme quand on était beau
Cofanetto contenente 3 DVD.

### 2004
Les adieux à l'Olympia